# Мармаис
Мармаис, починал през 924 г., е български пълководец, аристократ и комита в Западните български области (Средец или Македония) по време на управлението на цар Симеон I (893-927). Той е потомък на древен български род (според А. Гуляшки е потомък на северанските князе) и участва активно в Българо-византийските войни, но е по-добре познат с намесата си и кампаниите против Сръбското княжество Рашка.
През 917 г. сръбският принц Петър Гойникович, който е съюзник на българския цар, открито сменя страните и подкрепя византийците. Тази опасност, грозяща държавата отстрани, изиграва важна роля в отлагането на напредването към Константинопол след ударната победа при Ахелой. През есента на същата година Симеон предприема наказателен поход срещу сърбите като българските войски са водени от Теодор Сигрица и Мармаис. Те убеждават Петър Гойникович да се срещне с тях, пленяват го и го изпращат в Преслав. Назначават братовчед му Павел Бранович за следващ владетел на Рашка, но три години по-късно той също погазва съюза си с България. Мармаис го сменя със Захарий Първославлиевич, но през 924 г. той също започва враждебни действия против България. Мармаис и Сигрица повеждат малка войска срещу него, но биват победени и убити, а главите им – изпратени на византийците.
Смъртта на Мармаис води до огромна кампания срещу Сръбското княжество, което е разгромено и присъединено към България през същата 924 г.